# Jiaocun, Sichuan
Jiaocun (kinesiska: 蕉村镇, 蕉村) är en köping i Kina. Den ligger i provinsen Sichuan, i den sydvästra delen av landet, omkring 270 kilometer söder om provinshuvudstaden Chengdu. Antalet invånare är 23 829. Befolkningen består av 11 557 kvinnor och 12 272 män. Barn under 15 år utgör 25,0 %, vuxna 15-64 år 62 %, och äldre över 65 år 11,0 %.
Genomsnittlig årsnederbörd är 1 362 millimeter. Den regnigaste månaden är augusti, med i genomsnitt 270 mm nederbörd, och den torraste är december, med 21 mm nederbörd.